# Чернов, Иван Васильевич
Иван Васильевич Чернов (1825—1902) — генерал-майор Оренбургского казачьего войска, краевед, благотворитель.

## Биография
Родился в старинной казачьей семье. Род Черновых происходил от самарских городовых казаков-дворян, занесённых в дворянскую родословную книгу Оренбургской губернии
В 1833—1839 годах обучался в приходском и земском училищах Оренбурга.
С 1839 года работал в канцелярии командующего Башкиро-мещеряцкого войска, расположенной в Караван-Сарае. 6 декабря 1841 года был произведён в чин урядника. В марте 1844 года произведён в хорунжие, в должности столоначальника канцелярии командующего работал до октября 1847 года.
В 1847—1861 годах — столоначальник в штабе Оренбургского военного губернатора. Произведен в подполковники и награждён орденом св. Станислава 2-й степени.
В 1861—1865 годах — попечитель 1,2 и 3-го башкирских кантонов и начальник 1-го кантона. В ноябре 1865 года — член комиссии по вопросу о земельных правах башкир и о наделении их землей, член Оренбургского губернского присутствия по крестьянским, а затем и по городским делам. С 1866 года — депутат Оренбургского дворянского собрания. В 1867 году — член комиссии по вопросам развития частной золотопромышленности в Оренбургской губернии. Произведен в полковники и награждён орденами св. Владимира 4-й и 3-й степени.
Согласно прошению, 10 мая 1874 года вышел в отставку в чине генерал-майора с правом ношения мундира.
В 1883—1891 годах исполнял должность Оренбургского губернского предводителя дворянства. Награждён орденами св. Станислава 1-й степени и орденом св. Анны 1-й степени. 18 июля 1891 года вышел в отставку по состоянию здоровья.
Известен своей благотворительностью, которой посвятил последние годы жизни. Он жертвовал свои средства церквям в казачьих поселках, на казачий Георгиевский войсковой собор, на Никольскую церковь в Оренбурге, на кафедральный собор, в православное Палестинское общество. Учредил две стипендии в Оренбургском институте императора Николая I, пожертвовал средства для стипендий ученицам Оренбургской женской гимназии из семей беднейших офицеров и чиновников Оренбургского казачьего войска. Много лет Чернов был церковным старостой в церкви св. Петра и Павла в Оренбурге.
Умер в Оренбурге и похоронен на территории Свято-Успенского женского монастыря.

## Сочинения
Главный труд И. В. Чернова, благодаря которому он получил литературную и научную известность, написанный по выходе в отставку и напечатанный посмертно. Записки посвящены биографиям Оренбургских губернаторов.
- Записки генерал-майора Ивана Васильевича Чернова //Труды Оренбургской Ученой Комиссии. Вып. XVIII. —Оренбург, 1907—224 с., 18 л. ил., портр.